# 夏普斯維爾 (印地安納州)
夏普斯維爾（英語：Sharpsville）是一個位於美國印地安納州蒂普頓縣的城鎮。

## 人口
根據2010年美國人口普查的數據，夏普斯維爾的面積為0.60平方千米，當中陸地面積為0.60平方千米，而水域面積為0.00平方千米。當地共有人口607人，而人口密度為每平方千米1,012人。